# Ат-Тавба
Ат-Тавба (араб. التوبة — Покаяние) — девятая сура Корана. Сура мединская. Ниспослана между сурами Аль-Маида  и Ан-Наср . Состоит из 129 аятов.

## Содержание
Является единственной сурой Корана, в начале которой не пишется и не читается басмала.
В начале суры говорится об отречении Аллаха от многобожников. В суре говорится о четырёх запретных месяцах, во время которых запрещались войны, о необходимости выполнения договора, заключенного с многобожниками, пока они первыми не нарушат его; против того, кто нарушит договор, нужно вести войну. В суре указывается, что самое главное условие для приближения к Аллаху — подлинная вера в Него. Вера несовершенна, если верующие всем сердцем не предадутся Аллаху и его посланнику и если Аллах и его посланник не будут для верующих дороже всех и всего.
Аллах говорит, что гордыня и хвастовство своей силой отстраняют победу, о чём говорит исход битвы для мусульман в день Хунайна. В этой суре Аллах запрещает многобожникам входить в Запретную мечеть, ибо они в скверне, нечисты.
Сура указывает на число запретных месяцев и предписывает отправляться в поход сразу при вызове, незамедлительно. Затем говорится о тех, которые не участвуют в войне по какой-либо причине, и об оставленных дома. В суре рассказывается о лицемерах, которые стремятся посеять раскол и смуту в то время, когда звучит призыв к сражению. Аллах также указывает здесь на отношение лицемеров к верующим во время войны и мира. Здесь говорится об обязательном наказании за лицемерие: пророк не будет молиться за лицемеров.
Затем перечисляются причины, по которым разрешается не принимать участия в войне. Здесь же рассказывается об арабах, живущих в окрестностях Медины, которые лицемерно сделали вид, что приняли ислам и подчинились его наставлениям и законам, когда ислам усилился, но на самом деле они выискивали всяческие предлоги, чтобы не участвовать в войне.
В суре «Покаяние» описывается состояние людей и их отношение к вере в Аллаха и рассказывается о мечети, которую построили некоторые лицемеры не из-за веры в Аллаха, а во вред мусульманам, надеясь, что они оставят мечеть, построенную пророком.
Затем Аллах говорит в этой суре о тех верующих, которые истинно уверовали, и о покаянии тех, которые отказались от участия в сражении вместе с пророком против неверных, и о том, как он принял их покаяние. Далее рассказывается о чувствах и состоянии людей, когда они получили аяты Корана, ниспосланные Аллахом. В конце суры указывается на то, что Аллах избрал Мухаммеда для передачи Писания людям и что Мухаммед не желает быть суровым и беспощадным к тем, к кому он послан: он милосерден и всепрощающ.

Аллах и Его Посланник освобождены от договоров, которые вы заключили с многобожниками. ۝ Посему странствуйте по земле в течение четырёх месяцев и знайте, что вам (многобожникам) не сбежать от Аллаха и что Аллах опозорит неверующих. ۝ В день великого паломничества Аллах и Его Посланник объявят людям о том, что Аллах и Его Посланник отрекаются от многобожников. Если вы раскаетесь, то тем лучше для вас. Если же вы отвернётесь, то знайте, что вам не сбежать от Аллаха. Обрадуй же вестью о мучительных страданиях неверующих. ۝ Это не относится к тем многобожникам, с которыми вы заключили договор и которые после этого ни в чём его не нарушили и никому не помогали против вас. Соблюдайте же договор с ними до истечения его срока. Воистину, Аллах любит богобоязненных. 
— Коран 9:1—3 (Кулиев)